# Minkyu Lee
Minkyu Lee é um cineasta coreano. Como reconhecimento, foi nomeado ao Oscar 2013 na categoria de Melhor Animação em Curta-metragem por Adam and Dog.